# Ключарёв, Игорь Владимирович
Игорь Владимирович Ключарёв (24 августа 1911, Киев — 18 января 1996, Киев) — советский композитор, дирижёр, музыкальный редактор, звукооператор на киевской Киностудии имени А. Довженко.

## Биография
Родился 24 августа 1911 года в Киеве в семье служащего.
В 1930-е годы работал организатором оркестров при Домах культуры печатников (1935), завода «Большевик» (1937—1939).
В 1938—1941 возглавлял мужской вокальный квартет (джаз-гол) при Киевской государственной эстраде и Украинском радио.
В 1940 году окончил Киевское музыкальное училище по классу дирижёра-хормейстера.
Участник Великой Отечественной войны, награждён Орденом Отечественной войны II степени (1985).
В 1944—1984 годах работал на Киевской киностудии имени А. Довженко и студии «Укркинохроника»: музыкальный редактор, композитор, звукооператор.
Член Союза кинематографистов Украинской ССР с 1962 года.
Умер 18 января 1996 года в Киеве.

## Творчество
Автор музыки, музыкальный редактор, звукооператор на около 200 фильмах, в том числе:
Автор музыки к фильмам:
- 1967 — Скуки ради;
- 1969 — Сокровища пылающих скал;
- 1970 — В тридевятом царстве…;
- 1974 — Рождённая революцией.

Музыкальный редактор, звукооператор или дирижёр на фильмах:
- 1961 — Лесная песня;
- 1963 — Здравствуй, Гнат!;
- 1963 — Наймичка;
- 1965 — Гадюка;
- 1972 — Ночной мотоциклист;
- 1973 — В бой идут одни «старики».